# NK Slavonija Klokočevci
NK Slavonija je nogometni klub iz Klokočevaca u općini Đurđenovac nedaleko Našica u Osječko-baranjskoj županiji.
NK Slavonija je član Nogometnog središta Našice te Nogometnog saveza Osječko-baranjske županije. Klub ima seniorsku i pionirsku ekipu u natjecanju, a u razdoblju od 2008. do ljeta 2012. klub je bio u stanju mirovanja, te se u jesen iste godine priključuje natjecanju u okviru Lige NS Našice.
NK Slavonija osnovana je 1922. i pripada u najstarije nogometne klubove na našičkom području.

## Uspjesi kluba
Prvaci 3. ŽNL Osječko-baranjske Liga NS Našice 2016/17.

## Vanjske poveznice
- http://www.nogos.info/  Arhivirana inačica izvorne stranice od 22. svibnja 2016. (Wayback Machine)